# Heleiosa barbatula
Heleiosa barbatula — вид грибів, що належить до монотипового роду Heleiosa.